# كوماك سي 919
كوماك سي 919 (بالإنجليزية: Comac C919) هي طائرة تجارية للمسافات القصيرة والمتوسطة، يتم بناؤها من قبل شركة الطائرات التجارية الصينية كوماك. وهي طائرة ضيقة البدن، وبسعة من 158-174 مقعد. وهي أكبر طائرة تجارية صممت وبنيت في الصين منذ الطائرة السابقة من طراز شنغهاي واي-10 (بالإنجليزية: Shanghai Y-10). وطارت في أول رحلة لها عام 2022، وسلمت أول طائرة في أواخر عام 2022.
الأشكال جزء سي 919 من هدف الصين على المدى الطويل لكسر الاحتكار الثنائي من ايرباص وبوينغ المقصود، وللتنافس ضد إيرباص إيه 320 وطائرة بوينغ 737 وطائرة ايركوت إم إس-21 الروسية الصنع. وتتجه خطة الصينيين طويلة الأجل لإنتاج طائرات ثنائية المحركات وعريضة البدن وذات ممرين من طرازي سي929 و سي939 وبسعة مقعديه من 300 إلي 400 مقعدا، على التوالي.

## التطوير
في 2 سبتمبر 2009، بدأ البناء في قسم المقدمة من الطائرة.
تقدمت كوماك بطلب شهادة للطائرة من هيئة الطيران المدني في الصين في 28 أكتوبر 2010. وتخطط الشركة لإجراء أول رحلة للسي 919 في عام 2014، مع التسليم ابتداء من عام 2016، في حين يفترض مروان لحود، الرئيس التنفيذي لاستراتيجية التسويق في إي أي دي إس (EADS)، بأن وجود منافسة من الصين ستكون في حوالي عام 2020.
في يونيو 2011 قامت كوماك وشركة طيران منخفضة التكلفة الايرلندية رايان إير بتوقيع اتفاقا للتعاون في تطوير السي 919  وفي 24 نوفمبر 2011، أعلنت كوماك الانتهاء من مرحلة تحديد المعالم المشتركة، بمناسبة النهاية الأولية لتصميم سي 919. وقالت الشركة انها تعتزم إنتاج أول جزء من الطائرة في ديسمبر 2011، مع توقع من الانتهاء من مرحلة التصميم التفصيلية في عام 2012.
تقدر تكلفة تطوير طائرة سي 919 بحوالي 8.3 مليار دولار، وتخطط كوماك لإنتاج من 5 إلي 10 طائرات سنويا بحلول عامي 2016 و2017، ويمكن أن تصل إلى 150 طائرة في وقت لاحق. وتعتزم الشركة إلي تصنيع ما يصل إلى 2,300 طائرة من هذا النوع.

## التصميم
سوف يتم تصميم وتجميع الطائرات في شنغهاي، وذلك باستخدام محركات نفاثة والكترونيات طيران أجنبية الصنع. ومع ذلك، فقد أعربت الصين عن رغبتها في نهاية المطاف إلي إنتاج محرك من صنع محلي لسي 919.
صندوق الجناح الأوسط (بالإنجليزية: center wing box) وصندوق الجناح الخارجي (بالإنجليزية: outer wing box) وأغطية الاجنحة (بالإنجليزية: wing panels) والقلابات (بالإنجليزية: flaps) وزعانف الموازنة (بالإنجليزية: ailerons)، من المقرر أن يتم بناؤها في مدينة شيآن الصينية. ومن المقرر أن يتم بناء أقسام جسم الطائرة في مركز شركة هونغدو (HONGDU) الصينية. وسوف ينتج هيكل الطائرة بنسبة من سبائك الألومنيوم، في حين ستستخدم مركبات ألياف الكربون في صناعة أجزاء من صندوق الجناح الأوسط.
ستقوم شركة سي اف ام الدولية بتوريد نسخة من محرك ليب «LEAP» من طراز محرك ليب-1سي «LEAP-1C»، لتشغيل الطائرة. وكنة المحرك (nacelle) وعاكس الدفع (thrust reverser) ونظام العادم سيتم توفير بواسطة شركة نيكسيل (Nexcelle)، مع ميزات أخرى متقدمة، مثل مكونات مداخل هواء متطورة مع استخدام واسع للمركبات والمعالجة الصوتية وعاكس دفع (thrust reverser) يعمل بالكهرباء. وستقوم ميشلان سوف بتوريد اطارات راديال من نوع إير أكس.
أبعاد ومقاسات سي 919 مقاربة ومشابهة جدا لإيرباص إيه 320، وربما يعود ذلك للسماح بالاستخدام المشترك لمنصات مناولة الشحن (Pallet). ويبلغ عرض جسم الطائرة 3.96 مترا (13 قدما)، وبارتفاع 4.166 متر (13 قدما و 8 بوصات)، مما ينتج عنه مساحة مقطعية تبلغ 12,915 متر مربع (139 قدم مربع). وباع جناح 33.6 مترا (110 قدم و 3 بوصات)، ومع احتساب اطراف الجناح تصل إلي 35.4 متر (116 قدم و 3 بوصات).
الحمولة ستكون 20.4 طن متري. وستصل سرعة العبور إلي 0.785 ماخ، وحد الارتفاع الأقصى سيكون 12,100 متر (39,800 قدم).
وسيتوفر منها إصداران، أحدهما إصدار قياسي ومداه يصل إلي 4,075 كم (2,200 ميل)، والاخر طويل المدى قادر على الطيران لمسافة تصل 5,555 كم (3,000 ميل).
ووفقا للفيلم الذي عرضتة كوماك خلال معرض للطيران في عام 2010، فأن الشركة تخطط لبناء ستة نماذج مختلفة من الطائرات: طائرة ركاب سعة مع 168 مقعد، وكذلك طرازات أخرى للركاب ستكون ممتدة ومقصرة الطول وإصدار لطائرات رجال الأعمال واخرى للشحن. "

## الطلبيات والتسليم
في عام 2010، واثناء معرض تشوهاي للطيران، أعلنت كوماك بأنها تلقت أوامر مؤكدة لشراء 55 طائرة سي 919 من ستة شركات طيران، مع 45 طائرة أخرى كخيارات شراء إضافية. وكانت شركات الطيران شراء أو المؤجرين خطوط شرق الصين الجوية، طيران الصين، وشركة طيران هاينانو، خطوط جنوب الصين الجوية، وشركة CDB التأجير، وجنرال إلكتريك كابيتال لخدمات الطيران.
يوم 20 أكتوبر 2011، أعلنت الشركة الصينية للتأجير (ICBC Leasing) طلبية لشراء 45 سي 919، فضلا عن الاتفاق على أن يكون العميل الأول الذي يطلق لطائرة.
في 9 ديسمبر 2011، بدأ الإنتاج التجريبي لطائرة سي 919.
في عام 2012، تلقت طائرة سي 919 ما مجموعه 115 من أوامر الشراء.
وقد سلمت شركة كوماك 14 طائرة C919 حتى الآن.

## الطلبيات
| الزبون                                             | الطلبية | خيارات | ملاحظات                                                               |
| -------------------------------------------------- | ------- | ------ | --------------------------------------------------------------------- |
| ABC Financial Leasing                              | 45      | 0      | شركة تأجير مملوكة من قبل البنك الزراعي الصيني                         |
| طيران الصين                                        | 20      | 0      | شركة طيران مقرها بكين                                                 |
| BOC Aviation                                       | 20      | 0      | Wholly owned by بنك أف تشاينا، former leasing company of Singapore    |
| BOCOMM Leasing                                     | 30      | 0      | Leasing company and unit of شانغهاي based بنك الاتصالات               |
| CCB Financial Leasing                              | 50      | 0      | Leasing company owned by بنك التعمير الصيني and بنك أوف أمريكا        |
| CDB Leasing Company                                | 10      | 0      | Leasing company and unit of بكين based بنك التنمية الصيني             |
| China Aircraft Leasing Company (CALC)              | 20      | 0      | شركة تأجير مقرها هونغ كونغ                                            |
| خطوط شرق الصين الجوية                              | 20      | 0      | شركة طيران مقرها شانغهاي                                              |
| بنك التجار الصيني                                  | 30      | 0      | Chinese bank's aircraft leasing division                              |
| خطوط جنوب الصين الجوية                             | 20      | 0      | شركة طيران مقرها قوانتشو                                              |
| GECAS (General Electric Capital Aviation Services) | 20      | 0      | شركة تأجير مقرها ستامفورد، CT, وشانون بايرلندا; وحدة من جنرال إلكتريك |
| خطوط هاينان الجوية                                 | 20      | 0      | شركة طيران تحت جراند اير تشاينا مقرها هايكو                           |
| Hebei Airlines                                     | 20      | 0      | شركة طيران مقرها شيجياتشوانغ                                          |
| Huaxia Financial Leasing                           | 20      | 0      | Leasing unit of Huaxia Bank                                           |
| البنك الصناعي والتجاري الصيني                      | 45      | 0      | شركة تأجير مقرها بكين، الصين البنك الصناعي والتجاري الصيني            |
| Industrial Bank Financial Leasing Co Ltd           | 20      | 0      | Leasing company of Fuzhou, China-based البنك الصناعي الصيني           |
| Joy Air                                            | 20      | 0      | شركة طيران مقرها شيان                                                 |
| Ping An Leasing                                    | 50      | 0      | Shanghai-based leasing company                                        |
| Puren Group                                        | 7       | 0      |                                                                       |
| خطوط سيتشوان الجوية                                | 20      | 0      | شركة طيران مقرها تشنغدو                                               |
| City Airways                                       | 10      | 0      |                                                                       |
| المجموع                                            | 517     | 0      |                                                                       |

## المواصفات
|                             | C919-Mixed سي 919 المختلطة                | سي 919-اي سي أو جميع C919-All ECO                 | سي 919 عالية الكثافة C919-High Density    |
| --------------------------- | ----------------------------------------- | ------------------------------------------------- | ----------------------------------------- |
| طاقم قمرة القيادة           | 2-3                                       | 2-3                                               | 2-3                                       |
| السعة المقعدية              | 156 (2-درجتان أركاب)                      | 168 (1-درجة أركاب)                                | 174 (1-درجة أركاب)                        |
| المسافة بين المقاعد         | 8 pax 38in - 150 pax 32in                 | 168 pax 32in                                      | 174 pax 30in                              |
| طول                         | 38.9 متر (127 قدم 7 في)                   | 38.9 متر (127 قدم 7 في)                           | 38.9 متر (127 قدم 7 في)                   |
| باع الجناح (المسافة بينهما) | 35.8 متر (117 قدم 5 في)                   | 35.8 متر (117 قدم 5 في)                           | 35.8 متر (117 قدم 5 في)                   |
| مساحة الجناح                | 129.15 متر مربع (1,390 قدم مربع)          | 129.15 متر مربع (1,390 قدم مربع)                  | 129.15 متر مربع (1,390 قدم مربع)          |
| جناح مقوس للخلف             |                                           |                                                   |                                           |
| ارتفاع                      | 11.95 متر (39 قدم 2 بوصة)                 | 11.95 متر (39 قدم 2 بوصة)                         | 11.95 متر (39 قدم 2 بوصة)                 |
| عرض المقصورة                | 3.9 متر (12 قدم 10 بوصة)                  | 3.9 متر (12 قدم 10 بوصة)                          | 3.9 متر (12 قدم 10 بوصة)                  |
| ارتفاع المقصورة             | 2.25 متر (7 قدم 5 بوصة)                   | 2.25 متر (7 قدم 5 بوصة)                           | 2.25 متر (7 قدم 5 بوصة)                   |
| عرض الممر                   |                                           |                                                   |                                           |
| عرض المقعد                  |                                           |                                                   |                                           |
| الوزن فارغة (نموذجي)        |                                           |                                                   |                                           |
| الحد الأقصى لوزن الإقلاع    |                                           | 170,400 رطل (77,300 كـغ) طويلة المدى              |                                           |
| أقصى مدى بالحمولة الكاملة   | 4,075 كـم (2,200 nmi)                     | 5,555 كـم (2,999 nmi)                             |                                           |
| أقصى سرعة تشغيلية           |                                           | عدد ماخ 0.785 900 كيلومتر (560 ميل) (طويلة المدى) |                                           |
| سرعة العبور الاعتيادية      | 834 كيلومتر (518 ميل)                     | 834 كيلومتر (518 ميل)                             | 834 كيلومتر (518 ميل)                     |
| وزن الإقلاع الأقصى          |                                           |                                                   |                                           |
| أقصى ارتفاع طيران           | 12,100 متر (39,700 قدم)                   | 12,100 متر (39,700 قدم)                           | 12,100 متر (39,700 قدم)                   |
| المحركات (2x)               | سي اف ام الدولية محرك ليب 1سي «LEAP 1C»   | سي اف ام الدولية محرك ليب 1سي «LEAP 1C»           | سي اف ام الدولية محرك ليب 1سي «LEAP 1C»   |
| قوة دفع المحرك              | 25,000-30,000 رطل/قدم (110,000-130,000 N) | 25,000-30,000 رطل/قدم (110,000-130,000 N)         | 25,000-30,000 رطل/قدم (110,000-130,000 N) |

## وصلات خارجية
- صفحة سي 919 الرسمية للبرنامج من شركة الطائرات التجارية الصينية نسخة محفوظة 10 فبراير 2015 على موقع واي باك مشين.
- تحليل: كوماك تحاول كسر احتكار الثنائي لايرباص وبوينغ فوينتيس، 2011